# Marcel Parent (homme politique)
Pour les articles homonymes, voir Marcel Parent et Parent.
Marcel Parent, né le 6 avril 1932 à Montréal et mort le 22 août 2024, est un homme politique canadien, membre du Parti libéral du Québec et du parti politique municipal Union Montréal. Il est député de la circonscription de Sauvé de 1984 à 1998 et président puis maire de l'arrondissement de Montréal-Nord de 2002 à 2009.

## Biographie
Né le 6 avril 1932 à Montréal, Marcel Parent étudie au Collège Notre-Dame puis obtient un baccalauréat de l'Université de Montréal en éducation physique et en récréation en 1954. Après avoir été chargé de cours dans cette même université et fonctionnaire au sein des services des parcs et des sports et loisirs de la Ville de Montréal, il est commissaire scolaire à la Commission des écoles catholiques de Montréal de 1980 à 1983 puis président de 1983 à 1984.
Le 18 juin 1984, à l'occasion d'une élection partielle, il est élu député de la circonscription de Sauvé, formée de la majeure partie de la ville de Montréal-Nord, pour le Parti libéral du Québec. Il sera réélu lors des élections de 1985, 1989 et 1994. Il siègera à l'Assemblée nationale québécoise jusqu'en 1998, année où il se représente pas aux élections. 
À l'occasion des élections municipales de 2001, il est élu conseiller municipal du nouvellement formé arrondissement de Montréal-Nord. Tel que l'exigeait la loi à l'époque, il est choisi par ses pairs pour être président d'arrondissement et succèdera à Yves Ryan qui avait régné sur Montréal-Nord durant 38 ans. Lorsque la fonction sera créée en 2003, il deviendra maire d'arrondissement puis sera réélu à cette fonction lors des élections municipales de 2005. Il siègera et présidera le Conseil municipal de Montréal jusqu'en 2009, année où il se représente pas aux élections. 
Au cours de ses mandats à titre de maire de Montréal-Nord, il crée notamment un service d'urbanisme, fait construire la Maison culturelle et communautaire de Montréal-Nord et voit à l'aménagement de deux nouveaux parcs, Langelier-Marie-Victorin et Garon-Amos et d'une patinoire réfrigérée au parc Le Carignan.
Marcel Parent est également en fonction lorsque éclate l'émeute en réaction au décès de Fredy Villanueva en 2008,.     
Il est chevalier de l'Ordre de la Pléiade en 2000 et commandeur en 2006.
Il meurt le 22 août 2024 à l'âge de 92 ans.